# Поларис
UGM-27 «Поларис» (англ. UGM-27 «Polaris», [pə’lɑ:rɪs] — Полярная звезда) — американская двухступенчатая твердотопливная баллистическая ракета (БРПЛ), предназначенная для размещения на атомных подводных лодках (АПЛ).
Первоначально БРПЛ «Поларис» размещалась на ПЛАРБ типа «Джордж Вашингтон».

Начало испытаний — сентябрь 1958 года.

Первый пуск ракеты «Поларис А1» из-под воды был произведён 20 июля 1960 года с АПЛ «Джордж Вашингтон» (SSBN-598), с глубины 20 м.
15 ноября 1960 года БРПЛ «Polaris A-1» была принята на вооружение в США.
«Поларис-А1» состояла на вооружении пять лет, до середины 1960-х годов, а затем была заменена на модифицированные ракеты с лучшими основными ТТХ (дальность, точность, забрасываемый вес, мощность и тип боевого оснащения), а с начала 1970-х — на ракеты «Посейдон».
Согласно заключённому в декабре 1962 года Пакту Нассау, США обязались поставить в Великобританию ядерные ракеты Polaris в обмен на передачу США в аренду базы для атомных подводных лодок в Holy Loch, близ Глазго.

## Устройство и работа
«Поларис» имела две последовательно расположенные ступени, в каждой из которых располагался индивидуальный РДТТ.
Корпусы ступеней изготовлялись из жаропрочной нержавеющей ванадиевой стали марки АМЗ-256 с пределом текучести 160—170 кг/мм².
РДТТ первой ступени снаряжался смесевым топливом на основе перхлората аммония в качестве окислителя и горючего полиуретана с алюминием, и присадками улучшающими стабильность скорости горения, формование и хранения заряда. Удельный импульс двигателя первой ступени достигал 250 кг·сек/кг.
РДТТ второй ступени индекс DDT-70 снаряжался смесевым топливом на основе перхлората аммония в качестве окислителя и двухосновного (нитроцеллюлоза/нитроглицерин)горючего с добавкой алюминия. Тяга этого двигателя составляла 4 тонны. Необходимая дальность полёта обеспечивалась выбором момента отсечки тяги. Начиная с «Поларис-А2» корпус РДТТ второй ступени выполнен из стеклопластика на эпоксидной основе, что позволило снизить массу ступени.
Двигатели первой и второй ступени имели по 4 сопловых устройства каждый. Управление вектором тяги осуществлялось гидроприводом, управляющим кольцевыми дефлекторами каждого сопла. Испытания такой системы управления вектором тяги показали, что даже при отклонении ракеты на 40 градусов от вертикальной оси, при её старте, ракета способна компенсировать наклон и выйти на заданную траекторию.
Сопла ракеты в состоянии хранения предохраняют вышибные пробки, которые при запуске двигателей автоматически удаляются из сопел избыточным давлением газов в камере сгорания.
Ракеты при пуске первоначально выбрасывались на поверхность воды из пусковых шахт АПЛ сжатым воздухом, затем, по мере перехода на модифицированные ракеты, пневматическую систему заменили на парогазовую систему выброса ракеты на поверхность воды при пуске.
Проходя толщу воды при подводном пуске, ракета выходит на поверхность имея скорость 50 м/с. Включение РДТТ первой ступени производится при инерционном подъёме ракеты на высоту 10 метров от поверхности воды. Примерно на высоте 20 км первая ступень выработавшая топливный заряд отделяется от ракеты при помощи пирозамков, после чего производится запуск РДТТ второй ступени, и ракета продолжает ускорение до выработки топлива (или отсечки тяги) второй ступени.
Бортовая аппаратура управления, разработанная совместно фирмами «Дженерал Электрик» и «Хьюз», размещена в приборном отсеке, расположенном в средней части корпуса.
Аппаратура управления включает в себя гиростабилизированную платформу с акселерометрами, программный автомат управления полётом с цифровой счетно-управляющей машиной, блок вспомогательной электроаппаратуры, электронные блоки сервоусилителей и серводвигателей, источники бортового электро- и пневмопитания и другие агрегаты. Во время полёта ракета не могла корректироваться на траектории, а следовала курсом, заранее определяемым системой навигационной привязки. Аппаратура системы управления весит около 90 кг.
В головной части «Поларис-А2» впервые на БРПЛ был применён комплект средств преодоления противоракетной обороны (КСП ПРО), разрабатывавшиеся Lockheed с 1961 года под обозначением «PX-1». В состав КСП ПРО входило 6 лёгких ложных целей и дипольных отражателей применявшихся при полёте головной части за пределами атмосферы и на переходном к атмосферному участке нисходящей ветви траектории, а также генераторы активных помех работавшие и на начальной части атмосферного участка. Лётные испытания в составе ракеты этот комплекс проходил в 1962 году, всего выполнено 12 пусков. В ВМС США в 1963—1964 годах поставлен 221 комплект «PX-1». Тем не менее, массово «PX-1» не развертывался, им был оснащен только один боекомплект БРПЛ (16 ракет) одной из четырнадцати ПЛАРБ являвшихся носителями «Polaris A-2».
Пуск ракеты в подводном положении производится после выравнивания давления воздуха в ракетной шахте с забортным давлением воды путём открывания специальных клапанов и заполнения шахты воздухом. На глубине 25 метров это давление равно около 2,5 кгс/см². После уравнивания давления открывается прочная крышка ракетной шахты, но ракета остается в шахте не заполненной водой благодаря тонкой пластиковой второй крышке установленной над ракетой. Непосредственно при старте под обтюратор шахты, на котором установлена ракета, подаётся сжатый воздух большого давления. Обтюратор начинает ускорять ракету, которая своей головной частью сбрасывает (выталкивает) пластиковую крышку и далее, по инерции, выходит в водное пространство, а затем в атмосферу, где на заданной высоте производится включение РДТТ первой ступени. Интервал между пусками ракет в залпе — 1 минута

## Модификации
- UGM-27A «Polaris A-1»
- UGM-27B «Polaris A-2»
- UGM-27С «Polaris A-3»
  - UGM-27С «Polaris A-3T»
  - UGM-27С «Polaris-A3TK»
- «Polaris B-3»
- STARS (аббр. англ. Strategic TARget System) — ракета-носитель созданная на базе первых двух ступеней «Поларис-A3», в качестве третьей ступени использован твердотопливный блок ORBUS-1A. Ракета с установленной мишенью PBV (англ. Post Boost Vehicle) лаборатории «Сандиа» использовалась в интересах испытаний элементов спутников SBIRS системы раннего предупреждения о ракетном нападении[4], а также для лётного испытания прототипа гиперзвукового оружия AHW (17 ноября 2011 года в 1:30 HAST с Тихоокеанского ракетного полигона[англ.] ВМС США расположенного на Гавайских островах (остров Кауаи)). Общая длина ракеты 10,36 м, диаметр 1,37 м, масса ракеты 16,33 т, суммарная тяга — 34 т[5].

## Тактико-технические характеристики
|                                       | UGM-27A «Polaris A-1»                                                               | UGM-27B «Polaris A-2»                                                               | UGM-27C «Polaris A-3»                                                                      | «Polaris B-3»  |
| ------------------------------------- | ----------------------------------------------------------------------------------- | ----------------------------------------------------------------------------------- | ------------------------------------------------------------------------------------------ | -------------- |
| Тип ракеты                            | БРПЛ                                                                                | БРПЛ                                                                                | БРПЛ                                                                                       | БРПЛ           |
| Типы носителей                        | «Джордж Вашингтон»                                                                  | «Этэн Аллен» «Лафайет» (первые 9)                                                   | «Лафайет» «Джеймс Мэдисон» «Бенджамин Франклин» «Джордж Вашингтон» «Этэн Аллен» «Резолюшн» |                |
| Количество пусковых установок         | 16                                                                                  | 16                                                                                  | 16                                                                                         |                |
| Характеристики ракеты                 |                                                                                     |                                                                                     |                                                                                            |                |
| Количество ступеней                   | 2                                                                                   | 2                                                                                   | 2                                                                                          |                |
| Масса ракеты, кг                      | 13000                                                                               | 14700                                                                               | 16200                                                                                      |                |
| Длина, м                              | 8,53                                                                                | 9,45                                                                                | 9,86                                                                                       |                |
| Диаметр, м                            | 1,37                                                                                | 1,37                                                                                | 1,37                                                                                       |                |
| Забрасываемый вес, кг                 | 500                                                                                 | 500                                                                                 | 760                                                                                        |                |
| Тип головной части                    | термоядерная                                                                        | термоядерная                                                                        | термоядерная                                                                               |                |
| Вид головной части                    | моноблочная с БЧ W47-Y1                                                             | моноблочная с БЧ W47-Y2                                                             | РГЧ рассеивающего типа с тремя ББ Mk 2RV (БЧ W58)                                          |                |
| Количество×Мощность боевых блоков, кт | 1×600                                                                               | 1×1200                                                                              | 3×200                                                                                      |                |
| Система управления                    | автономная, инерциальная разработчик — MIT, изготовители — Дженерал Электрик и Хьюз | автономная, инерциальная разработчик — MIT, изготовители — Дженерал Электрик и Хьюз | автономная, инерциальная разработчик — MIT, изготовители — Дженерал Электрик и Хьюз        |                |
| КВО, м                                | 900                                                                                 | 900                                                                                 | 600                                                                                        |                |
| Двигатель 1-й ступени (разработчик)   | РДТТ A1P (Aerojet General)                                                          | РДТТ A2P (Aerojet General)                                                          | РДТТ A3P (Aerojet General)                                                                 | РДТТ           |
| Топливо: * Горючее * Окислитель       | Полиуретан+Алюминий Перхлорат аммония                                               | Полиуретан+Алюминий Перхлорат аммония                                               | нет данных                                                                                 |                |
| Материал корпуса                      | Сталь                                                                               | Сталь                                                                               | Стеклопластик методом намотки                                                              |                |
| Органы управления                     | Дефлекторы                                                                          | Дефлекторы                                                                          | Поворотные сопла                                                                           |                |
| Давление в камере сгорания, кг/см²    | 70                                                                                  | 70                                                                                  |                                                                                            |                |
| Реактивная тяга, т                    | 45                                                                                  | 45                                                                                  |                                                                                            |                |
| Время работы двигателя, с             | 54                                                                                  |                                                                                     |                                                                                            |                |
| Температура в камере сгорания, с      | 2700 °С                                                                             | 2700 °С                                                                             |                                                                                            |                |
| Двигатель 2-й ступени (разработчик)   | РДТТ (Aerojet General)                                                              | РДТТ DDT-70 (Hercules Powder, APL, ABL)                                             | РДТТ X-260 (Hercules Powder)                                                               |                |
| Топливо: * Горючее * Окислитель       | Полиуретан+сополимер полибутадиена+Акриловая кислота Перхлорат аммония              | Полиуретан+сополимер полибутадиена+Акриловая кислота Перхлорат аммония              | нет данных                                                                                 |                |
| Материал корпуса                      | Сталь                                                                               | Эпоксидный стеклопластик методом намотки                                            | Стеклопластик методом намотки                                                              |                |
| Органы управления                     | Дефлекторы                                                                          | Поворотные сопла                                                                    | Впрыск фреона в закритическую часть сопла                                                  |                |
| Давление в камере сгорания, кг/см²    | 35                                                                                  |                                                                                     |                                                                                            |                |
| Реактивная тяга, т                    | 9 (4)                                                                               |                                                                                     |                                                                                            |                |
| Время работы двигателя, с             | 70                                                                                  |                                                                                     |                                                                                            |                |
| Тип старта                            | сухой, подводный                                                                    | сухой, подводный                                                                    | сухой, подводный                                                                           |                |
| Параметры траектории                  |                                                                                     |                                                                                     |                                                                                            |                |
| Максимальная скорость, м/с            | ~3600                                                                               | ~3600                                                                               | ~3600                                                                                      |                |
| Высота апогея траектории, км          | 640                                                                                 | 800                                                                                 | 800                                                                                        |                |
| Максимальная дальность, км            | 2200                                                                                | 2800                                                                                | 4600                                                                                       | 3700           |
| Минимальная дальность, км             |                                                                                     |                                                                                     |                                                                                            |                |
| Время полёта максимальное, с          |                                                                                     |                                                                                     |                                                                                            |                |
| Скорость встречи с целью, м/с         |                                                                                     |                                                                                     |                                                                                            |                |
| История                               |                                                                                     |                                                                                     |                                                                                            |                |
| Разработчик                           | Lockheed                                                                            | Lockheed                                                                            | Lockheed                                                                                   | Lockheed       |
| Начало разработки                     | 1956                                                                                | 1958                                                                                | 1960                                                                                       |                |
| Пуски со стенда                       |                                                                                     | 11 ноября 1960                                                                      |                                                                                            |                |
| Пуски с подводной лодки               |                                                                                     | 23 октября 1961                                                                     |                                                                                            |                |
| Принятие на вооружение                | 15 ноября 1960                                                                      | 26 июня 1962                                                                        | 28 сентября 1964                                                                           | не принималась |
| Изготовитель                          |                                                                                     |                                                                                     |                                                                                            |                |

## Аналог БРПЛ «Поларис» в СССР
Невозможность создания твердотопливной ракеты (лучшая отечественная твердотопливная ракета ПР-1 испытанная в Капустином Яре в 1959 году, имела дальность всего 60-70 км), вынудила создавать очередную жидкостную ракету.

Новая советская ракета Р-13 по всем основным техническим показателям уступала созданной раньше неё американской БРПЛ «Поларис -А1».

Особенно (в 3,7 раза) Р-13 уступала «Поларису» по дальности полёта и в 2,2 раза уступала в точности попадания (круговому вероятному отклонению). Однако, головные части БРПЛ «Поларис-А1/А2» типов W47-Y1 и W47-Y2 обладали большим количеством дефектов и из 1000 изготовленных боеголовок эксплуатировались не более 300, тогда как остальные находились на устранении обнаруженных неисправностей, на 1966 год 75 % головных частей типа W47-Y2 были неработоспособны.
В отличие от «Полариса», Р-13 могла быть запущена только из надводного положения. Время предстартовой подготовки у Р-13 было более длительное, чем у «Поларис».
В Р-13 применялись самовоспламеняющиеся компоненты топлива, поэтому для снижения пожароопасности ракеты не заправлялись горючим, а находились на боевом дежурстве в шахтах подводных лодок, заправленные только окислителем. Горючее для ракет располагалось в подводной лодке в отдельных цистернах вне прочного корпуса лодки и заправлялось в ракету только в процессе предпусковой подготовки, что неизбежно увеличивало время предпусковой подготовки Р-13 и уменьшало полезный объём лодки.
Разработка комплекса Д-6 с первой твердотопливной отечественной БРПЛ начата по Постановлению Совмина СССР №1032-492 от 5 сентября 1958 года и велась под те же самые тактико-технические требования, что предъявлялись и к комплексу Д-4 с ракетой Р-21.
Боеголовка - ядерная моноблочная БЧ мощностью 0,3-1 Мт. Д-6 проектировался, не испытывался. Смесевое топливо "Нейлон-С" из перхлората аммония , фурфурольно-ацетоновой смолы, тиокола марки "Т" и нитрогуанидина требовало изучения, разработки и создания специализированных заводов. С топливом "Нейлон-С" проектировалось пять вариантов БРПЛ, из которых вариант "С" имел дальность до 1100 км, а перспективный вариант - до 2500 км.
| ТТХ                        | Поларис A1      | Поларис A2      | Р-11ФМ      | Р-13        | Р-21             | M1              |
| -------------------------- | --------------- | --------------- | ----------- | ----------- | ---------------- | --------------- |
| Страна                     | США             | США             | СССР        | СССР        | СССР             | Франция         |
| Год принятия на вооружение | 1960            | 1962            | 1959        | 1961        | 1963             | 1972            |
| Максимальная дальность, км | 2200            | 2800            | 150         | 650         | 1420             | 3000            |
| Забрасываемый вес, кг      | 500             | 500             | 970         | 1600        | 1180             | 1360            |
| Тип головной части         | моноблочная     | моноблочная     | моноблочная | моноблочная | моноблочная      | моноблочная     |
| Мощность, Мт               | 0,6             | 0,8 (1,2)       | 0,01—0,5    | 1           | 0,8—1            | 0,5             |
| КВО, м                     | 1800            | ?               | 8000        | 4000        | 2800             | ?               |
| Стартовая масса, т         | 12,7            | 13,6            | 5,5         | 13,745      | 19,65            | 20              |
| Длина, м                   | 8,53            | 9,45            | 10,34       | 11,83       | 14,21            | 10,67           |
| Диаметр, м                 | 1,37            | 1,37            | 0,88        | 1,3         | 1,4              | 1,49            |
| Количество ступеней        | 2               | 2               | 1           | 1           | 1                | 2               |
| Тип двигателя              | РДТТ            | РДТТ            | ЖРД         | ЖРД         | ЖРД              | РДТТ            |
| Тип старта                 | сухой подводный | сухой подводный | надводный   | надводный   | мокрый подводный | сухой подводный |

## В культуре
Упоминается в одноимённой песне группы Megadeth (альбом «Rust in Peace», 1990, автор текста Дейв Мастейн) в качестве мрачного апокалиптического символа безумия гонки вооружений.
В произведении российского писателя-фантаста Сергея Лукьяненко «Осенние визиты» присутствует в видениях пси-эксперта.